# ロシア毛沢東主義党
ロシア毛沢東主義党（ロシア語: Российская маоистская партия、РМП）は、ロシアの毛沢東主義政党である。

## 概要
この政党は2000年9月に結成された。この党は1953年までのソビエト連邦共産党(及びその前身政党)と1976年までの中国共産党を肯定し、その伝統を受け継ぐとする一方、1953年以降のソビエト連邦共産党と1976年以降の中国共産党を修正主義として否定している。ニキータ・フルシチョフ及びレオニード・ブレジネフの政権を社会帝国主義、全体主義とし、ボリス・エリツィン、ウラジーミル・プーチンの政権はその後継者としている。
毛沢東主義国際運動と姉妹政党である。